# ماتيلدا غران
ماتيلدا غران (بالسويدية: Matilda Grahn)‏ هي ممثلة سويدية، ولدت في 21 أغسطس 1995.